# Elenco de Colégio Brasil
Colégio Brasil é uma telenovela brasileira produzida pelo SBT e exibida de 6 de maio de 1996 a 20 de setembro de 1996 em 117 capítulos. Escrita por Yoya Wursch e dirigida por Roberto Talma e José Paulo Vallone, foi elaborada em parceria com a empresa televisiva JPO Produções.
Este anexo lista o elenco desta telenovela. Há participações especiais, em que atores exercem pequenos papéis, geralmente limitando-se a um único capítulo. Giuseppe Oristanio interpretou o personagem principal, numa trama que narra a história de uma inspetora amargura por seu passado, atuada por Maria Padilha.

## Elenco
em ordem da abertura
| Ator                | Personagem |
| ------------------- | ---------- |
| Taumaturgo Ferreira | Manuel Boi |
| Maria Padilha       | Nair       |

Elenco em Ordem Alfabética
| Ator                | Personagem            |
| ------------------- | --------------------- |
| Alexandre Paternost | Alceuzinho            |
| Ana Kutner          | Valentina (Tininha)   |
| Ângela Dip          | Lívia Vale            |
| Ângela Figueiredo   | Maria Paula           |
| Antônio Pedro       | José Mário (Zémá)     |
| Afonso Nigro        | Mac                   |
| Bruna Marcotti      | Fogueira              |
| Cláudia Lira        | Teresa                |
| Diego Ramiro        | Bruno Mattos          |
| Fausto Maule        | Pã                    |
| Gustavo Haddad      | Vinícius (Vini)       |
| Hemílcio Fróes      | Bruno Alencar         |
| Henri Pagnocelli    | Osvaldo (Val)         |
| Jacqueline Cordeiro | Mírian                |
| Jandir Ferrari      | Flávio                |
| Jerusa Franco       | Mary                  |
| Lorena Nobel        | Ciça                  |
| Miriam Mehler       | Olga                  |
| Norival Rizzo       | Professor Mister John |
| Patrícia de Sabrit  | Júlia                 |
| Walesca Praxedes    | Virgínia              |

Crianças
| Ator                  | Personagem |
| --------------------- | ---------- |
| Carla Diaz            | Tininha    |
| Rafael Pongelupi      | Paulinho   |
| Juliana Poletti       | Maria João |
| Arnaldo Barone        | Caio       |
| Júnia Machado Pereira | Fernanda   |
| Emerson Muzelli       | Alex       |
| Sofia Papo            | Leni       |
| Kaíto Ribeiro         | Cristiano  |
| Andreá Dietrich       | Luíza      |

Apresentando
| Ator                  | Personagem    |
| --------------------- | ------------- |
| José Américo Magnolli | Inácio        |
| Paula Saniotto        | Maria Cecília |
| Neco Vila Lobos       |               |
| Paloma Bernardi       | Antonia       |
| Paulo Nigro           | Guga          |
| Alberto Baruque       | Barreto       |
| Murilo Troccoli       | Raphael       |

| Edwin Luisi como Professor Edmo    |
| Giuseppe Oristânio como Lancelotti |
| Ittala Nandi como Miss Dayse       |